# 나라야니구

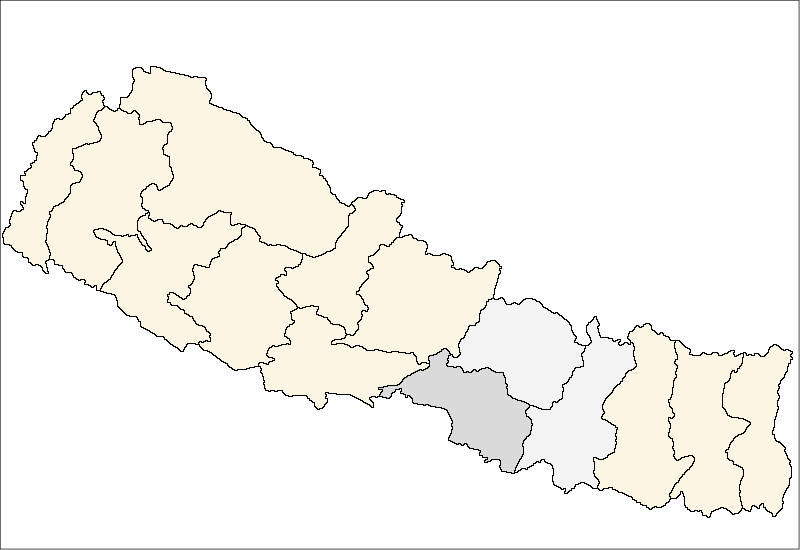
나라야니 구의 위치

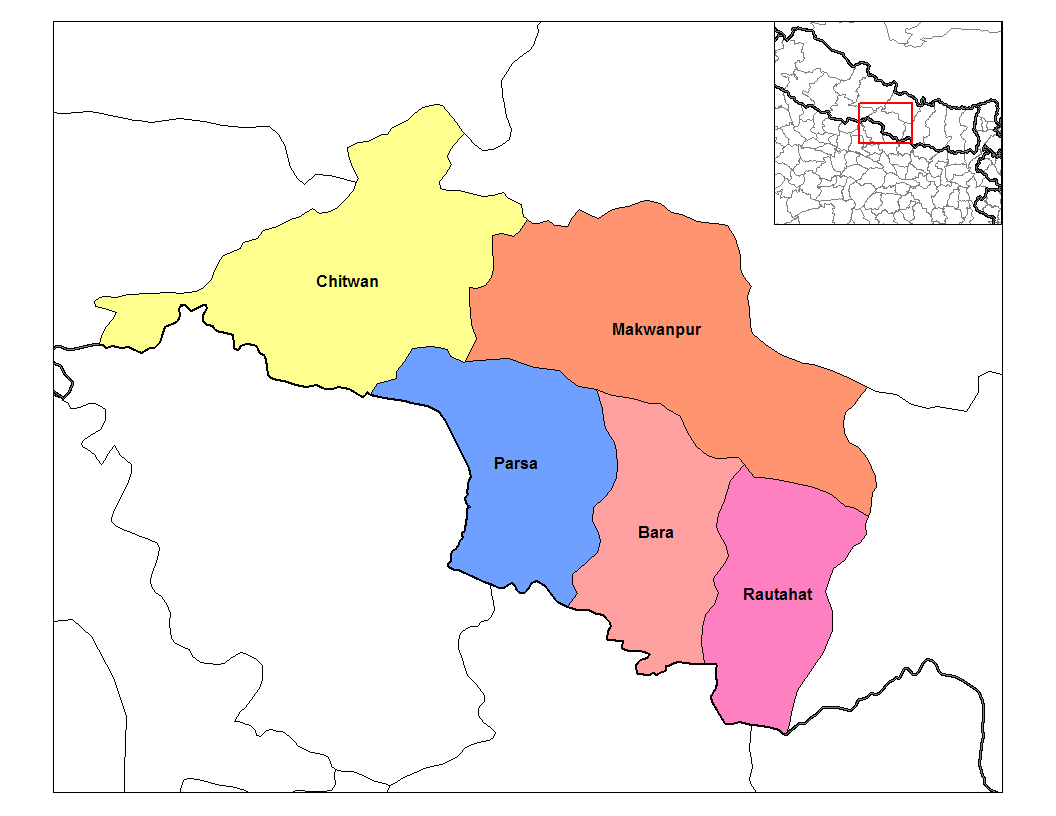
나라야니 구의 현

나라야니구(네팔어: नारायणी)는 네팔을 구성하는 14개 구 가운데 하나로 행정 중심지는 헤타우다이며 면적은 8,313 km2, 인구는 2,466,138명(2001년 기준), 인구 밀도는 296.7명/km2이다. 행정 구역상으로는 중부 개발 지구에 속한다. 구 이름은 나라야니 강(간다키 강)에서 유래된 이름인데 나라야니는 네팔어로 "나라얀(비슈누)이 사랑하는 땅"을 뜻한다.

## 행정 구역
5개 현을 관할한다.
- 바라 현
- 치트완 현
- 마크완푸르 현
- 파르사 현
- 라우타핫 현

## 같이 보기
- 네팔의 구